# Scheveningen

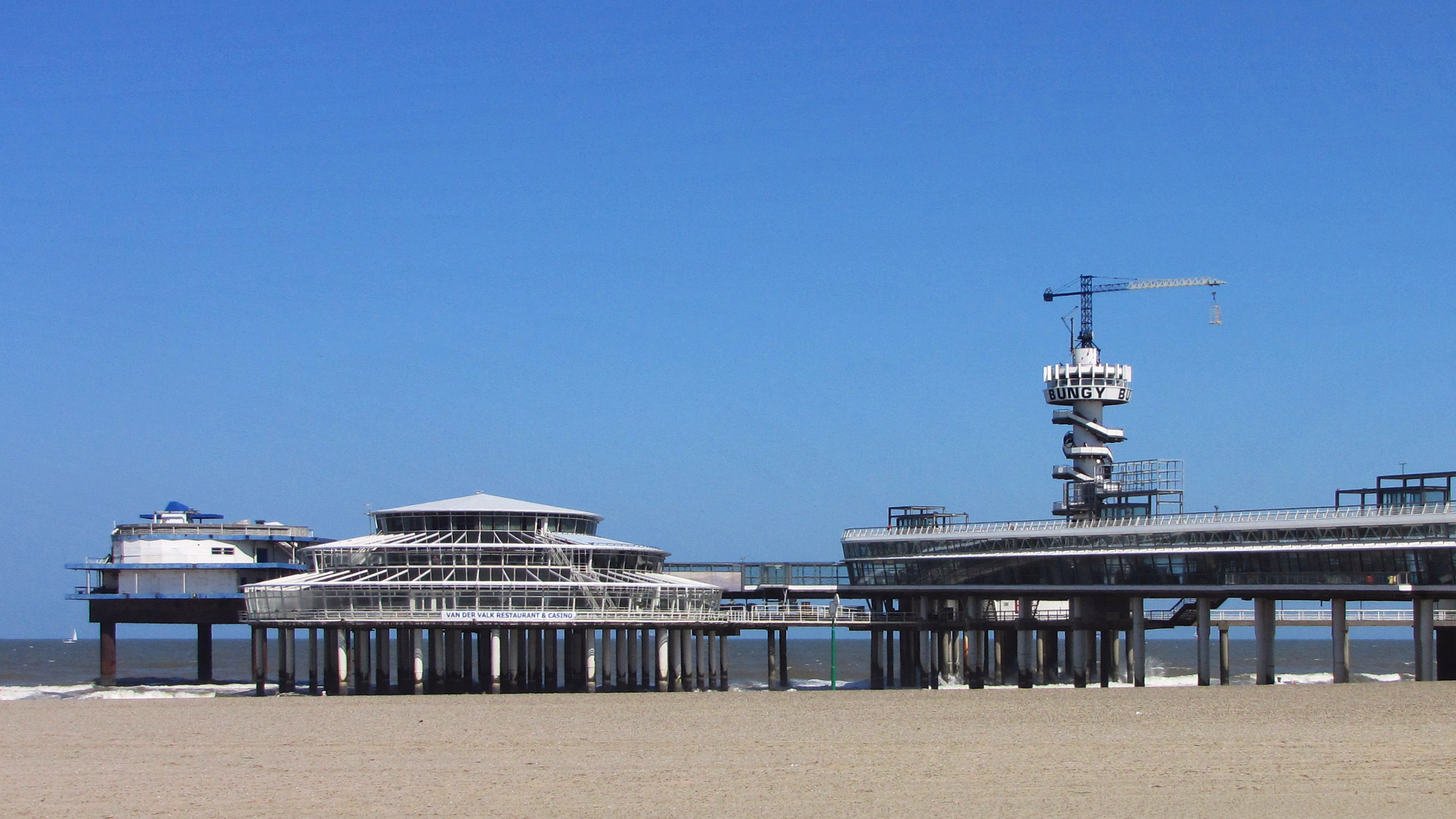
Embarcadero de Scheveningen

Scheveningen (pronunciaciónⓘ) es un barrio costero de La Haya (Países Bajos), uno de los ocho distritos de dicha ciudad. Inmortalizada en un cuadro de Van Gogh, esta localidad fue antiguamente una modesta aldea centrada en la pesca y ahora es un lugar turístico, gracias a su extensa playa. Su casco urbano aloja el centro de detención del Tribunal Penal Internacional. 
En ajedrez, Scheveningen da nombre a una variante de la Defensa Siciliana y a un sistema de competición.

## Historia

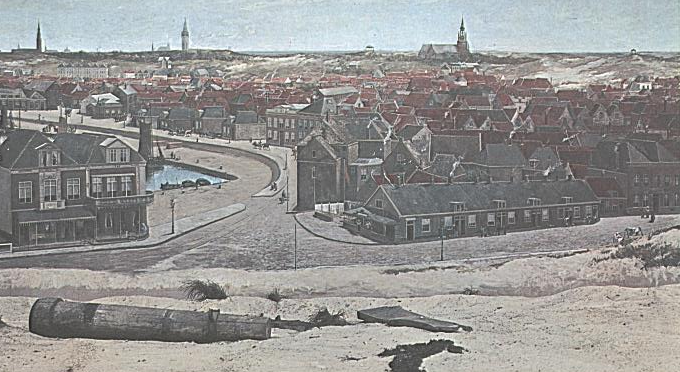
Scheveningen en el Panorama Mesdag.

La primera referencia a 'Sceveninghe' se remonta a 1280. Sus primeros habitantes debieron de ser anglosajones. Otros historiadores piensan que de origen escandinavo. La pesca era su principal fuente de alimentación e ingresos.
El camino hacia la vecina La Haya se construyó en 1663 (nombre actual: Scheveningseweg).
En 1470 una tormenta destruyó la iglesia y la mitad de las casas. El pueblo fue golpeado por la tempestad en 1570, 1775, 1825, 1860, 1881 y 1894. Tras esta última tormenta los habitantes decidieron construir un puerto; hasta entonces, los barcos pesqueros se anclaban en mar abierto y las tormentas los empujaban a la playa. La actividad pesquera tenía un protagonismo económico casi total en la localidad; hacia 1870 eran más de 150 los barcos que se dedicaban a ella. El puerto se terminó de construir en 1904. 
El 30 de noviembre de 1813, en sus playas desembarcó el príncipe Guillermo, con el fin de acabar con el dominio del Primer Imperio francés en los Países Bajos.
Durante la Segunda Guerra Mundial, el nombre Scheveningen se utilizó como contraseña para poder identificar a los espías alemanes, debido a su difícil pronunciación.[cita requerida]
La actividad turística ha ido cobrando un auge gradual. En 1818 un hombre llamado Jacob Pronk construyó un edificio de madera en una duna próxima al mar; este fue el inicio de Scheveningen como lugar turístico. El hotel/restaurante Kurhaus fue inaugurado en 1886. Desde esa época la localidad ha atraído a numerosos turistas de toda Europa, especialmente de Alemania. Por ejemplo: los barones Thyssen-Bornemisza se instalaron aquí a principios del siglo XX. Entonces era una localidad poco poblada, tranquila y relativamente alejada del casco urbano de La Haya; pero posteriormente la ciudad fue creciendo y hoy en día Scheveningen es un distrito más de ella. Fue en esta localidad turística donde nació el famoso coleccionista de arte Hans Heinrich von Thyssen-Bornemisza, impulsor del Museo Thyssen-Bornemisza que expone una selección de la que fue su colección privada.
En Scheveningen se ubica el Centro de Detención de la Corte Penal Internacional, donde los acusados por genocidio, crímenes de guerra, crímenes de lesa humanidad, entre otros, esperan el proceso de su juicio.

## Actividades y Atracciones

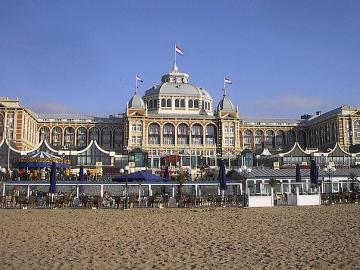
Kurhaus.

Entre las actividades anuales destacan:
- el baño invernal, el primero de enero.
- el día de la bandera, en primavera. En el que se subastan los primeros arenques del año.
- fuegos artificiales en verano

Una visita a Scheveningen debe de incluir:
- el Museo del mar;
- el muelle;
- el Beeldenmuseum (esculturas).